# Essert-Romand
 Essert-Romand  es una comuna y población de Francia, en la región de Ródano-Alpes, departamento de Alta Saboya, en el distrito de Thonon-les-Bains y cantón de Le Biot.
Su población en el censo de 1999 era de 353 habitantes.
Está integrada en la Communauté de communes de la Vallée d'Aulps.

## Demografía
| 248 | 225 | 227 | 259 | 322 | 353 |
| Para los censos de 1962 a 1999 la población legal corresponde a la población sin duplicidades (Fuente: INSEE [Consultar]) |     |     |     |     |     |